# Devtjata
Devtjata (russisk: Девчата) er en sovjetisk spillefilm fra 1961 af Jurij Tjuljukin.

## Medvirkende
- Nadezjda Rumjantseva som Tosja
- Nikolaj Rybnikov som Ilja
- Ljusjena Ovtjinnikova som Katja
- Stanislav Khitrov som Filja
- Inna Makarova som Nadja